# Lift Every Voice and Sing
Lift Every Voice and Sing — souvent appelé l'hymne national noir aux États-Unis — est une chanson écrite sous forme de poème par James Weldon Johnson (1871–1938) en 1900 et mise en musique par son frère, J. Rosamond Johnson (1873–1954), pour l'anniversaire d'Abraham Lincoln en 1905. 

## Histoire
Lift Every Voice and Sing a d'abord été présenté publiquement comme un poème dans le cadre d'une célébration de l'anniversaire d'Abraham Lincoln par John Johnson, le frère de James Johnson. En 1919, l' Association nationale pour l'avancement des personnes de couleur (NAACP) l'a surnommé l'hymne national noir en raison de son pouvoir à exprimer un appel à la libération et à l'affirmation du peuple afro-américain. 
Le chant est une prière d'action de grâce pour la fidélité et la liberté, avec des images évoquant l'Exode biblique de l'esclavage et la liberté de la Terre promise. Il est présenté dans 39 hymnes chrétiens différents et est chanté dans les églises d'Amérique du Nord. 
En 1939, Augusta Savage reçoit une commande de l'Exposition universelle de New York et crée une sculpture en plâtre de 16 pieds (5 mètres) appelée Lift Every Voice and Sing. Elle n'a pas les fonds nécessaires pour la faire couler en bronze ou pour la déplacer et la stocker. Comme d'autres installations temporaires de la foire, la sculpture est détruite à la clôture de la foire.

## Références et performances notables

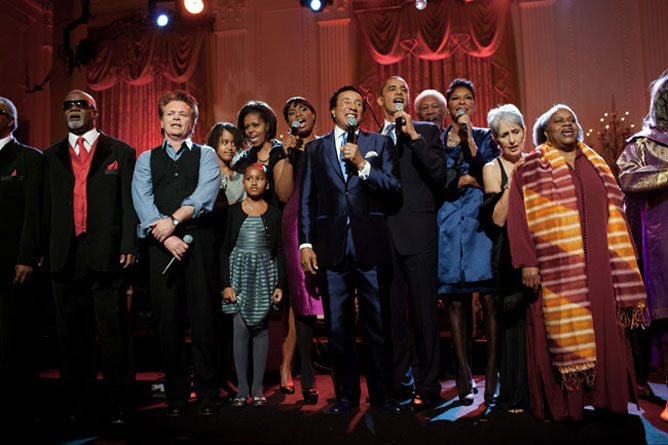
La famille de Barack Obama, Smokey Robinson et d'autres chantant Lift Every Voice and Sing à la Maison Blanche en 2014